# Hypena ophiusoides
Hypena ophiusoides là một loài bướm đêm trong họ Erebidae.